# Copa Rio de 2020
A Copa Rio de Profissionais de  2020 seria a 25ª edição da Copa Rio, competição organizada pela Federação de Futebol do Estado do Rio de Janeiro. O campeonato seria disputado por 25 clubes participantes das três primeiras divisões do Campeonato Carioca de Futebol de 2019. O vencedor do torneio teria direito à escolha de uma vaga na Copa do Brasil de 2021 ou no Campeonato Brasileiro da Série D de 2021, ficando o vice-campeão com a vaga restante.
No entanto, no dia 24 de março de 2020, a Federação de Futebol do Estado do Rio de Janeiro emitiu uma Resolução da Presidência informando aos clubes o cancelamento do torneio por conta da pandemia de COVID-19. 

## Sistema de disputa
A competição seria dividida em seis fases, todas disputadas em caráter eliminatório. Haveria uma fase preliminar disputada entre o vice-campeão e o terceiro colocado da última Série C. O vencedor desta fase avançaria para a Primeira Fase onde estariam as equipes classificadas das séries B1 e B2. Nas Oitavas de Final entrariam as equipes classificadas da Série A, além dos campeões das séries B1 e B2. As fases seriam disputadas em ida e volta com igualdades sendo desempatadas nos pênaltis
O campeão poderia escolher uma vaga na Copa do Brasil de 2021 ou no Campeonato Brasileiro da Série D de 2021.

## Participantes
| Equipe               | Cidade                | Em 2019        | Estádio             | Capacidade     | Títulos                | Forma de classificação   |
| -------------------- | --------------------- | -------------- | ------------------- | -------------- | ---------------------- | ------------------------ |
| America              | Rio de Janeiro        | 11º            | Giulite Coutinho    | 13 544         | 0 (não possui)         | Vice-campeão da Série B1 |
| Artsul               | Nova Iguaçu           | não participou | Nivaldo Pereira     | 2 184          | 0 (não possui)         | 7º colocado da Série B1  |
| Audax Rio            | São João de Meriti    | 7º             | Moça Bonita         | 9 024          | 1 (último em 2010)     | 6º colocado da Série B1  |
| Bangu                | Rio de Janeiro        | 16º            | Moça Bonita         | 0 (não possui) | 3º colocado da Série A |                          |
| Barra Mansa          | Barra Mansa           | 24º            | Leão do Sul         | 2 000          | 0 (não possui)         | 3º colocado da Série B2  |
| Boavista-RJ          | Saquarema             | 4º             | Elcyr Resende       | 4 315          | 1 (último em 2017)     | 7º colocado da Série A   |
| Bonsucesso           | Rio de Janeiro        | 1º             | Leônidas da Silva   | 2 390          | 1 (último em 2019)     | 3º colocado da Série B1  |
| Cabofriense          | Cabo Frio             | 14º            | Correão             | 2 611          | 0 (não possui)         | 6º colocado da Série A   |
| Campo Grande         | Rio de Janeiro        | 25º            | Ítalo del Cima      | 18 000         | 0 (não possui)         | Vice-campeão da Série C  |
| Carapebus            | Carapebus             | não participou | Ferreirão           | 900            | 0 (não possui)         | 8º colocado da Série B2  |
| Casimiro de Abreu    | Casimiro de Abreu     | não participou | Ubyrajara Reis      | 1 000          | 0 (não possui)         | 7º colocado da Série B2  |
| Ceres                | Rio de Janeiro        | não participou | João Francisco      | 3 000          | 0 (não possui)         | Campeão da Série C       |
| Duque de Caxias      | Duque de Caxias       | não participou | Marrentão           | 3 334          | 1 (último em 2013)     | 8º colocado da Série B1  |
| Friburguense         | Nova Friburgo         | 19º            | Eduardo Guinle      | 5 500          | 0 (não possui)         | Campeão da Série B1      |
| Goytacaz             | Campos dos Goytacazes | não participou | Ary de Oliveira     | 5 800          | 0 (não possui)         | 4º colocado da Série B1  |
| Madureira            | Rio de Janeiro        | 15º            | Conselheiro Galvão  | 5 014          | 1 (último em 2011)     | 10º colocado da Série A  |
| Mageense             | Magé                  | 22º            | César Paim          | 1 000          | 0 (não possui)         | 5º colocado da Série B2  |
| Maricá               | Maricá                | 5º             | Alziro de Almeida   | 900            | 0 (não possui)         | Vice-campeão da Série B2 |
| Pérolas Negras       | Resende               | 18º            | Trabalhador         | 4 600          | 0 (não possui)         | 4º colocado da Série B2  |
| Queimados FC         | Queimados             | 21º            | Joaquim Flores      | 500            | 0 (não possui)         | 6º colocado da Série B2  |
| Resende              | Resende               | não participou | Trabalhador         | 4 600          | 2 (último em 2016)     | 9º colocado da Série A   |
| Rio de Janeiro [ACA] | Rio de Janeiro        | não participou | Marrentão           | 3 334          | 0 (não possui)         | 3º colocado da Série C   |
| Rio São Paulo        | Rio de Janeiro        | não participou | Los Larios          | 6 300          | 0 (não possui)         | Campeão da Série B2      |
| Sampaio Corrêa-RJ    | Saquarema             | 3º             | Lourival Gomes      | 1 800          | 0 (não possui)         | 5º colocado da Série B1  |
| Volta Redonda        | Volta Redonda         | 12º            | Raulino de Oliveira | 18 230         | 4 (último em 2007)     | 5º colocado da Série A   |

- ACA ^ : Em 09 de março de 2020, o Ação mudou seu nome para Futebol Clube Rio de Janeiro.

### Fase preliminar
Em itálico, os times que possuíam o mando de campo no primeiro jogo do confronto e em negrito os times classificados.
| Equipe 1       | Total      | Equipe 2     | 1.º jogo | 2.º jogo |
| -------------- | ---------- | ------------ | -------- | -------- |
| Rio de Janeiro | Preliminar | Campo Grande | –        | –        |

### Primeira fase
Em itálico, os times que possuem o mando de campo no primeiro jogo do confronto e em negrito os times classificados.
| Equipe 1               | Total | Equipe 2          | 1.º jogo | 2.º jogo |
| ---------------------- | ----- | ----------------- | -------- | -------- |
| Casimiro de Abreu      | A     | Sampaio Corrêa-RJ | –        | –        |
| Carapebus              | B     | Bonsucesso        | –        | –        |
| Barra Mansa            | C     | America           | –        | –        |
| Queimados FC           | D     | Artsul            | –        | –        |
| Pérolas Negras         | E     | Audax Rio         | –        | –        |
| Mageense               | F     | Goytacaz          | –        | –        |
| Ceres                  | G     | Duque de Caxias   | –        | –        |
| Vencedor da Preliminar | H     | Maricá            | –        | –        |

### Oitavas de final
Em itálico, os times que possuem o mando de campo no primeiro jogo do confronto e em negrito os times classificados.
| Equipe 1            | Total | Equipe 2      | 1.º jogo | 2.º jogo |
| ------------------- | ----- | ------------- | -------- | -------- |
| Vencedor da chave A | I     | Resende       | –        | –        |
| Vencedor da chave B | J     | Volta Redonda | –        | –        |
| Vencedor da chave C | K     | Boavista-RJ   | –        | –        |
| Vencedor da chave D | L     | Madureira     | –        | –        |
| Vencedor da chave E | M     | Bangu         | –        | –        |
| Vencedor da chave F | N     | Cabofriense   | –        | –        |
| Vencedor da chave G | O     | Friburguense  | –        | –        |
| Vencedor da chave H | P     | Rio São Paulo | –        | –        |